# 萨克拉梅尼亚
萨克拉梅尼亚，是西班牙卡斯蒂利亚-莱昂塞戈维亚省的一个市镇。 总面积45平方公里，总人口533人（2001年），人口密度12人/平方公里。